# Miguel Dávila

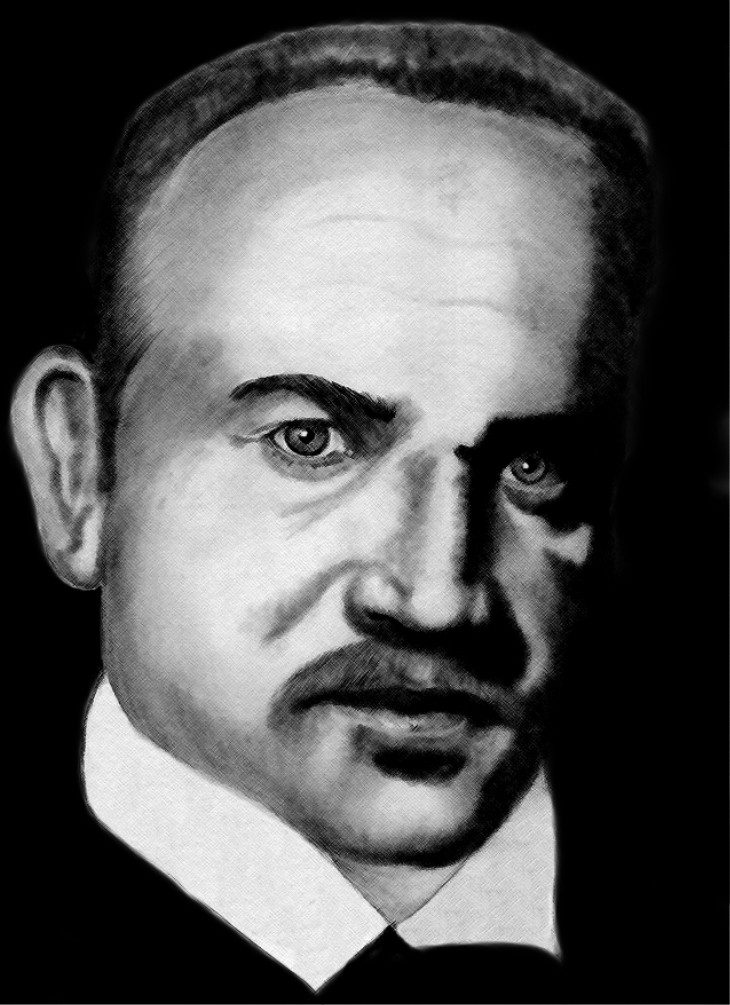
Miguel Dávila

Generaal Miguel Rafael Dávila Cuéllar (1856 - 1927) was een Hondurees militair en politicus.

## Biografie
Miguel Dávila maakte carrière binnen het Hondurese leger. Hij nam deel aan de diverse oorlogen waarbij Honduras in de 19de eeuw betrokken was.
In februari 1907 viel Nicaragua Honduras binnen om president Manuel Bonilla, die een anti-Nicaraguaanse buitenlandse politiek voerde, ten val de brengen. Omdat het Hondurese leger bang was voor een langdurige oorlog verdreven enkele generaals onder Miguel Oquelí Bustillo president Bonilla uit de hoofdstad Tegucigalpa en installeerden een Regeringsjunta (Junta de Gobierno). De verdreven president wist echter in Amapala stand te houden waardoor de oorlog met Nicaragua voortduurde. Omdat de Verenigde Staten van Amerika bang was voor een toenemende invloed van de anti-Amerikaanse Nicaraguaanse president José Santos Zelaya in Centraal-Amerika stuurde dit laatste land mariniers naar Honduras. De Amerikaanse mariniers namen Bonilla in bescherming en dwongen de Nicaraguanen en de junta in Tegucigalpa om met Bonilla te onderhandelen. De onderhandelingen vonden plaats op de USS Chicago en resulteerden in het aftreden van Bonilla en de Regeringsjunta en de terugtrekking van de Nicaraguaanse troepen uit Honduras. Dit laatste was een grote nederlaag voor dictator Zelaya van Nicaragua. De aftredende Regeringsjunta schoof de liberale generaal Dávila als kandidaat voor het presidentschap naar voren. Voor de Verenigde Staten was de anti-Nicaraguaanse Dávila een acceptabele kandidaat.
Miguel Dávila werd op 18 april 1907 waarnemend president van Honduras en op 1 maart 1908 werd hij tot president gekozen nadat hij de grondwet van 1894 weer in werking stelde.
In 1908 viel de Amerikaanse avonturier Lee Christmas Honduras binnen met een huurlingenleger. Christmas ontving waarschijnlijk steun van Bonilla en probeerde generaal Dávila te verdrijven. Deze poging mislukte echter doordat Nicaragua president Dávila te hulp schoot. De hulp van Zelaya aan Dávila was opmerkelijk, gezien het feit dat beide heren slecht met elkaar konden opschieten. Ondanks de Nicaraguaanse hulp, bleef het onrustig in Honduras.
Onder Dávila's bewind nam de invloed van de buitenlandse ondernemingen in Honduras toe. Dávila maakte het buitenlandse ondernemingen - meest fruitondernemingen en spoorwegmaatschappijen - erg gemakkelijk om zich in Honduras te vestigen. Toch waren de buitenlandse ondernemingen niet tevreden over het bewind van Dávila dat zij zwak achtten.
In maart 1911 bezetten Bonilla en zijn gewapende aanhangers de Islas de la Bahía voor de oostkust van Honduras. Dávila vreesde een burgeroorlog en trad op 28 maart 1911 af.
Miguel Dávila overleed in 1927.

## Verwijzingen
1. ↑  https://hondurasensusmanos.com/2018/06/19/miguel-rafael-davila-cuellar/
2. 1 2  Historical Dictionary of Honduras, door: Harvey K. Meyer, blz. 110 (1976)
3. ↑  idem